# Вдарте на сполох!
«Вда́рте на спо́лох!» (фр. Cri d'alarme) — новела французького письменника Гі де Мопассана, видана у 1886 році. Твір висвітлює лицемірну поведінку жінок, що вдаються до кокетування, удаваної благочесності і сором'язливості лише заради «полювання» на чоловіків.

## Історія
Гі де Мопассан вперше опублікував цей твір в газеті «Gil Blas» 23 листопада 1886 року. Пізніше він увійшов до збірки «Носій». В українському перекладі новела побачила світ у видавництві «Дніпро» двічі: у восьмитомному зібранні творів Гі де Мопассана (1969—1972) і двотомному виданні вибраних творів письменника (1990) (обидва рази у перекладі Костянтина Тищенка).

## Сюжет
Оповідач отримав листа від обуреного чоловіка, в якому викладено наступне. Автор листа багато років мав коханку, яку вважав вірною принаймні йому. Аж ось одного разу вона напилася і відверто розповіла, що більшість жінок тільки удають полохливих і недоторканих, в той час як ці психологічні трюки насправді слугують їм для приваблення чоловіків. Жінка правила далі, що провокувати чоловіків на небезпечні пристрасті жінкам навіть до вподоби, бо з такими чоловіками їм ніколи не буває нудно. Вражений цим відкриттям, невпевнений у своїх силах автор листа спробував трохи почіплятися до жінки у кареті і з подивом відзначив, що вона не була аж настільки непоступливою, як він передбачав. Він пропонує задуматись одруженим і неодруженим людям обох статей, як же тоді поводяться жінки з більш нахабними залицяльниками?

## Аналіз твору
У новелі «Вдарте на сполох!» Гі де Мопассан підіймає давнє етико-юридичне питання про ступінь вини злочинця у випадку провокації з боку жертви. Зокрема, ця проблема часто фігурує у кримінальних справах, пов'язаних зі зґвалтуваннями та іншими злочинами проти жіночої гідності (зокрема, домаганнями). У чоловічому середовищі, а також серед деяких фахових юристів панує думка, що вина злочинця в цьому випадку має бути меншою або й зовсім знівельованою, оскільки жертва фактично вдається до свідомого розбещення супротивної сторони, завуальованого психологічного впливу.